# Сванбергіт

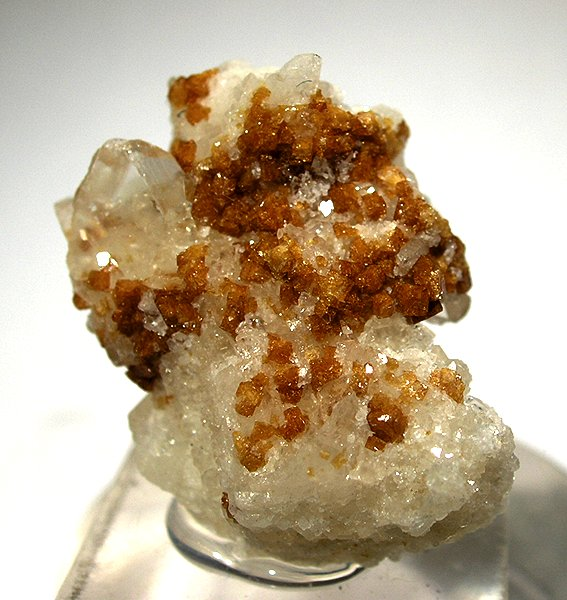
Кристали сванбергіту у білому доломіті, Канада (3 x 2.5 x 2.1 см)

Сванбергіт (рос. сванбергит; англ. svanbergite; нім. Svanbergit m) — мінерал, подвійний фосфат-сульфат стронцію й алюмінію острівної будови. За прізв. швед. хіміка Л. Ф. Сванберґа (L.F.Svanberg), L.J.Igelström, 1854.

## Опис
Хімічна формула: SrAl3[(OH)6|SO4|PO4]. Sr частково заміняється на Са і Pb. Склад у %: SrO — 22,45; Al2O3 — 33,12; SO3 — 17,34; P2O5 — 15,38; H2O — 11,71.
Сингонія тригональна. Тригонально-ромбоедричний вид. Спайність досконала по пінакоїду. Утворює зернисті аґреґати. Густина 3,2. Тв. 5,0-5,5. Колір жовтий до бурого або рожевого і червоного. Рідше блакитний. Блиск скляний.

## Розповсюдження
Зустрічається в зоні окиснення рудних родовищ, у кварцитах з глиноземистисми мінералами, у змінених породах поблизу жил. Знахідки: родов. Вермланда і Вестана (Швеція), у департ. Сона й Луара (Франція), а також в алмазоносних галечниках Ріо-Сан-Жозе (Бразилія), Нассау та Бадені (ФРН). Дуже рідкісний.

## Інші значення
Зайва назва іридію платинистого. (Ch. U. Shepard, 1886).

## Різновиди
Розрізняють:
- сванберґіт кальціїстий, гартит (різновид сванберґіту з алмазних пісків Бразилії, в якому понад 3 % CaO);
- сванберґіт свинцевистий (різновид сванберґіту, який містить до 3,82 % PbO).